# Charlotte Schmitt (Richterin)
Charlotte Agnes Christine Schmitt, geborene Kappmeyer (geboren 5. September 1909 in Münster; gestorben 1989 in Berlin) war eine Juristin und von 1953 bis 1968 die erste und einzige Frau als Richterin am Bundesverwaltungsgericht. Sie wurde außerdem 1958 die erste Senatspräsidentin an einem obersten Bundesgericht.

## Leben
Schmitt stammte aus einer Juristenfamilie. Nach einigen Semestern Biologie- und Philosophiestudium begann sie ebenfalls ein Studium der Rechtswissenschaften. 1936 absolvierte sie das Referendarexamen, 1940 das Assessorexamen. Sie arbeitete dann in einer Berufsgenossenschaft und nach 1945 in einer Kanzlei in Berlin-Weißensee.
Dann siedelte sie nach Westdeutschland über. Sie wurde in der Verwaltungsgerichtsbarkeit in Düsseldorf tätig und war dort ab 1952 als Landgerichtsrätin angestellt. Ab dem 23. April 1953 war sie Richterin am Bundesverwaltungsgericht in Berlin, eine Stelle, die sie bis zum 30. September 1977 innehatte. Ab dem 2. Mai 1958 war sie Senatspräsidentin am 2. Revisionssenat des Bundesverwaltungsgerichts. Bis ins Jahr 1968 war sie die erste und einzige Richterin des Bundesverwaltungsgerichts; in dieser Rolle bemühte sie sich bewusst, eine weibliche Perspektive zu den ihr vorgelegten Fällen einzunehmen. Sie übte das Amt bis 1977 aus.
Charlotte Schmitt wurde 1978 mit dem Großen Bundesverdienstkreuz ausgezeichnet.
Sie war mit dem Richter Rudolf Schmitt verheiratet, mit dem sie zwei Kinder hatte.

## Veröffentlichung
- Ich wollte nicht der fünfte Mann in meinem Senat sein! In: Margarete Fabricius-Brand, Sabine Berghahn, Kristine Sudhölter (Hrsg.): Juristinnen. 2. Auflage. Elefantenpress, Berlin 1986, ISBN 978-3-88520-088-8, S. 122–130 (Erstausgabe:  1982). Inhaltsverzeichnis